# 김호창
김호창(1984년 4월 21일 ~ )은 대한민국의 배우이다. 2009년 SBS 11기 공채 탤런트이다. 과거에는 김민찬이라는 예명을 사용하기도 했다.

## 학력
- 단국대학교 공연영화학부 휴학

## 주요 출연작

### 드라마
| 날짜 | 방송사        | 제목                             | 역할                            |
| ---- | ------------- | -------------------------------- | ------------------------------- |
| 2009 | SBS           | 찬란한 유산                      | Bar에 온 손님                   |
| 2009 | SBS           | 녹색마차                         | 검사                            |
| 2009 | SBS           | 천사의 유혹                      | 이명진 기자 (가짜)              |
| 2009 | SBS           | 미남이시네요                     | 댄서                            |
| 2010 | SBS           | 제중원                           | 의생                            |
| 2010 | SBS           | 산부인과                         | 레지던트                        |
| 2010 | SBS           | 검사 프린세스                    | 검찰 조사 받는 남자             |
| 2010 | SBS           | 내 여자친구는 구미호             | 김병수                          |
| 2011 | SBS           | 신기생뎐                         | 유태영                          |
| 2011 | SBS           | 49일                             | 기준희                          |
| 2011 | SBS           | 무사 백동수                      | 상각                            |
| 2011 | SBS           | 보스를 지켜라                    | 버스 성추행남                   |
| 2012 | JTBC          | 신드롬                           | 양상두                          |
| 2012 | 국방TV        | 행군 시즌 2                      | 박세종                          |
| 2013 | tvN           | 푸른거탑                         | 김호창                          |
| 2013 | SBS           | 당신의 여자                      | 나대구                          |
| 2013 | tvN           | 푸른거탑 제로                    | 김호창                          |
| 2013 | tvN           | 푸른거탑 리턴즈                  | 김호창                          |
| 2014 | SBS           | 신의 선물 - 14일                 | 강경수                          |
| 2014 | SBS           | 엔젤 아이즈                      | 문제하                          |
| 2014 | MBC           | 개과천선                         | 비서                            |
| 2014 | tvN           | 황금거탑                         | 김호창                          |
| 2014 | KBS2          | KBS 드라마 스페셜 - 수상한 7병동 | 최 형사                         |
| 2014 | tvN           | 미생                             | 인턴 안영이 상사                |
| 2015 | SBS           | 내일을 향해 뛰어라               |                                 |
| 2015 | SBS           | 인생추적자 이재구                | 최동식                          |
| 2015 | SBS           | 냄새를 보는 소녀                 | 탁민석                          |
| 2015 | tvN           | 초인시대                         |                                 |
| 2015 | SBS           | 이혼변호사는 연애중              | 택배기사                        |
| 2015 | 네이버 tvcast | 닥터 이안                        | 정대수                          |
| 2015 | 네이버 tvcast | 아는 사람                        | 장진형                          |
| 2015 | SBS           | 애인 있어요                      |                                 |
| 2015 | SBS           | 용팔이                           | 천재해커 한유진                 |
| 2015 | SBS           | 너를 노린다                      |                                 |
| 2016 | SBS           | 딴따라                           | 특별출연                        |
| 2016 | SBS           | 대박                             | 목호룡                          |
| 2016 | SBS           | 미녀 공심이                      | 공심이 선배                     |
| 2016 | SBS           | 사랑이 오네요                    | 이진호                          |
| 2016 | MBC           | 캐리어를 끄는 여자               |                                 |
| 2017 | SBS           | 아임 쏘리 강남구                 | 오대리                          |
| 2017 | SBS           | 달콤한 원수                      | 홍세강                          |
| 2018 | JTBC          | 으라차차 와이키키                | 이상현                          |
| 2018 | tvN           | 남자친구                         | 이진호                          |
| 2019 | tvN           | 그녀의 사생활                    | 주치의                          |
| 2020 | tvN           | 화양연화                         | 정윤기                          |
| 2020 | JTBC          | 18 어게인                        | '위기의 부부' 남편 2 (특별출연) |
| 2020 | SBS           | 불새 2020                        | 김호진                          |

### 영화
- 《하얀 풍선》(2004년) - 지훈 역
- 《공사중》(2015년)
- 《히야》(2016년) - 김호창 실장 역
- 《빈센트》(2017년)
- 《미쓰백》(2018년) - 남자경찰 역
- 《여곡성》(2018년) - 명규 역

### 뮤지컬
- 2008년 뮤지컬 《억수로 좋은 날》
- 2016년 뮤지컬 《기억전달자》

### 연극
- 2006년 연극 《우리읍내》
- 2007년 연극 《태》
- 미정 연극 《매직타임》
- 2011년 연극 《산불》
- 2025년 연극 《뷰티풀 라이프》 ... 김춘식 역
- 2025년 연극 《뷰티풀 라이프》(대전공연) ... 김춘식 역
- 2025년 연극 《뷰티풀 라이프》(대구공연) ... 김춘식 역

### 예능
- 2012년 《롤러코스터 시즌 2》(tvN)
- 2013년 《켠김에 왕까지》(온게임넷)
- 2013년 《세 얼간이》(tvN)
- 2013년 《백만장자 게임 마이턴》(tvN)
- 2013년 《의뢰인K》(KBS)

### CF
- 2012년 불스원샷
- 2013년 워페이스
- 2013년 동아제약 모닝케어
- 2013년 KFC 징거더블다운맥스 - 행복편
- 2014년 KT olleh 굿초이스 GIGA 캠페인 (주진모와 함께 출연)
- 2016년 웰컴저축은행

## 홍보대사 활동
- 2013년 병무청 홍보대사

## 수상
- 2006년: 차세대 한류스타 연기자 선발대회 2위